# Liste kurdischer Ortsnamen in der Türkei/M–R
| Offizieller Name | Kurdischer Name           | Objekt              | Landkreis           | Provinz                                                                                                   | Hintergründe zu den Namen |
| ---------------- | ------------------------- | ------------------- | ------------------- | --- | --- |
| Maden            | Maden                     | Stadt und Landkreis | Maden               | Elazığ | |
| Malatya          | Meletî                    | Stadt und Provinz   | -                   | Malatya                                                                                                   | In hethitischer Zeit Melid |
| Malazgirt        | Milazgird, Kelê           | Stadt und Landkreis | Malazgirt           | Muş | Der Name der Stadt geht möglicherweise zurück auf das Partherreich. Im Altarmenischen wird Malazgird als Manavazakert, Manavazkert und Manazkert bezeichnet. Die älteste arabische Form war Manāzdschird. |
| Mardin           | Mêrdîn                    | Stadt und Provinz   | -                   | Mardin | |
| Mazgirt          | Mêzgir, Mazgerd           | Stadt und Landkreis | Mazgirt             | Tunceli                                                                                                   | |
| Mercimekli       | Hepisnas                  | Dorf                | Midyat              | Mardin | Im Grundbuchamt ist Hapisnas als ursprüngliche Namensform verzeichnet. |
| Mazıdağı         | Şemrex                    | Stadt und Landkreis | Mazıdağı            | Mardin | |
| Mollaşakir       | Botan                     | Dorf                | Karlıova            | Bingöl | Das Katasteramt gibt den früheren Namen mit Botan an. |
| Muradiye         | Bêgirî                    | Stadt und Landkreis | Muradiye            | Van | |
| Musabeyli        | Girê Murad                | Stadt und Landkreis |                     | Kilis | Der ursprüngliche Ortsname lautete bis 1995 Murathüyüğü. Die kurdische Bezeichnung ist die Übersetzung dieses Namens. |
| Mutki            | Motkî                     | Stadt und Landkreis | Mutki               | Bitlis | |
| Mutlu            | Karaca                    | Dorf                | Diyadin             | Ağrı | Vor der Umbenennung zu Mutlu (türk. glücklich) hieß die Ortschaft Karaca. Die Umbenennung erfolgte nach 1945. Die Volkszählung von 1945 führt das Dorf noch mit seinem ursprünglichen Namen auf. Der frühere Name ist auch beim Katasteramt registriert.                                                                 |
| Nacaklı          | Avtinig                   | Dorf                | Kiğı                | Bingöl | Der ursprüngliche Name lautet Avirtinik. Dieser ist auch im Grundbuch verzeichnet und wurde bei diversen Volkszählungen seit 1932 verwendet. Die Umbenennung zum heutigen Namen erfolgte 1957. |
| Narlı            | Helex                     | Dorf                | Midyat              | Mardin | Die Form Halah ist im Grundbuch verzeichnet. |
| Nazımiye         | Qisle                     | Stadt und Landkreis | Nazımiye            | Tunceli                                                                                                   | Der kurdische Name ist eine Variante des ursprünglich türkischen Namens „Kızıl Kilise“ („Rote Kirche“). Kızıl Kilise ist dabei die ursprüngliche Namensform. Der heutige Name leitet sich von Nazime Sultan, der Tochter des osmanischen Sultans Abdülhamid II., ab. Die Umbenennung erfolgte im späten 19. Jahrhundert. |
| Nizip            | Bêlqîs                    | Stadt und Landkreis | Nizip               | Gaziantep                                                                                                 | |
| Nusaybin         | Nisêbîn                   | Stadt und Landkreis | Nusaybin            | Mardin | Das antike Nisibis |
| Oğuloba          | Şahvelet                  | Dorf                | Diyadin             | Ağrı | Der ursprüngliche Name Oğulobas (türk. Sohnzelt) lautet Şahvelet. Die Umbenennung erfolgte nach 1945. Die Volkszählung von 1945 führt das Dorf noch mit seinem ursprünglichen Namen auf. Der Name Şahvelet ist auch beim Katasteramt registriert.                                                                        |
| Oltu             | Oltî                      | Stadt und Landkreis | Oltu                | Erzurum                                                                                                   | |
| Öğündük          | Midih                     | Dorf                | İdil                | Şırnak | |
| Ömerli           | Amara                     | Dorf                | Halfeti             | Şanlıurfa                                                                                                 | |
| Ömerli           | Mehsert                   | Stadt und Landkreis | Ömerli              | Mardin | |
| Omuzbaşı         | Şükrük                    | Dorf                | Diyadin             | Ağrı | Der ursprüngliche Name von Omuzbaşı (türk. Schulteranfang) lautet Şükrük oder Şührük. Die Umbenennung erfolgte nach 1945. Die Volkszählung von 1945 führt das Dorf nur in der Form Şührük auf. Der Name Şükrük ist beim Katasteramt registriert.                                                                         |
| Ortasu           | Dorf                      | Şırnak              | Uludere             | Der ursprüngliche Name von Ortasu lautet Robozik.                                                         | |
| Ortaklı          | Xirbê Helêla              | Dorf                | Mazıdağı            | Mardin | Der ursprüngliche Ortsname ist arabischen Ursprungs und lautete Hirbahalilan. Er ist in dieser Form beim Katasteramt registriert. Die kurdische Form lautet Xirbê Helêla. |
| Otluk            | Cûmik                     | Dorf                | Kızıltepe           | Mardin | Der ursprüngliche Name der Ortschaft lautet Cumuk. Dieser Name ist beim Grundbuchamt registriert. |
| Ovabaşı          | Qestelûnê                 | Dorf                | Midyat              | Mardin | Kastalun ist die ursprüngliche Namensform. |
| Ovacık           | Zerenik, Pulur oder Pilûr | Stadt und Landkreis | Ovacık              | Tunceli                                                                                                   | |
| Özalp            | Qerqeli                   | Kleinstadt          | Stadt und Landkreis | Van | Die Ortschaft trug bis 1948 den Namen Kargalı. Qerqeli ist die kurdische Aussprache des ursprünglichen türkischen Ortsnamens. |
| Palu             | Palu, Pali                | Stadt und Landkreis | Palu                | Elazığ | |
| Pasinler         | Hesenqela, Parsîn         | Stadt und Landkreis | Pasinler            | Erzurum                                                                                                   | |
| Pazarcık         | Bazarcix                  | Stadt und Landkreis | Pazarcık            | Kahramanmaraş                                                                                             | |
| Pelitli          | Bamûnsê                   | Dorf                | Midyat              | Mardin | Der ursprüngliche Name lautet Barhunuş. |
| Pertek           | Pêrtag                    | Stadt und Landkreis | Pertek              | Tunceli                                                                                                   | |
| Pervari          | Xisxêr                    | Stadt und Landkreis | Pervari             | Siirt | |
| Pınargözü        | Xelkan                    | Dorf                | Yüksekova           | Hakkâri                                                                                                   | Der ursprüngliche Name der Ortschaft lautet Gelkan oder Halkan. Der Name Ğelkan [sic] ist beim Katasteramt registriert, Halkan wurde bei den Volkszählungen von 1975 und 1980 als Alternativbezeichnung aufgeführt. |
| Polateli         | Spenaq                    | Stadt und Landkreis | Kilis               | Frühere Ortsnamen lauteten Güldüzü und Ispanak. Spenaq ist die kurdische Variante von Ispanak („Spinat“). | |
| Pülümür          | Pilemuriye                | Stadt und Landkreis | Pülümür             | Tunceli                                                                                                   | |
| Pütürge          | Şiro                      | Stadt und Landkreis | Pütürge             | Malatya                                                                                                   | |
| Refahiye         | Gercan                    | Stadt und Landkreis | Refahiye            | Erzincan                                                                                                  | |